# Corona di Faustino I
La Corona di Faustino I è la corona di Faustin Soulouque, che regnò come imperatore di Haiti dal 1849 al 1859. Fu esibita al museo del Pantheon nazionale di Haiti. Per via del vandalismo subito è stata trasferita in un luogo sicuro il 31 gennaio 2007.

## Descrizione
La corona è stata realizzata dal gioiellere parigino Arthus-Bertrand nel 1850. Realizzata in oro massiccio e decorata con 720 diamanti, 8 rubini, 8 zaffiri, granati e smeraldi, la corona è una delle più costose del mondo. Composta da 8 archi decorati da 8 aquile haitiane coronate che artigliano un paio di cannoni, è sormontata da foglie di palma d'oro su cui poggia un globo crucifero blu.

## Storia
Dopo che Faustino divenne imperatore richiese la fabbricazione di una corona.
Dopo la sua caduta la corona divenne proprietà della repubblica haitiana.
Nel corso degli anni subì del vandalismo, con alcune gemme rimosse.
Fino al 2007 la corona era esibita nel Musée du Panthéon National Haïtien.